# Las Gabias
Las Gabias település Spanyolországban, Granada tartományban. Las Gabias Vegas del Genil, Cúllar Vega, Churriana de la Vega, Alhendín, La Malahá, Chimeneas és Santa Fe községekkel határos. Lakosainak száma 23 318 fő (2024).

## Népesség
A település népessége az elmúlt években az alábbi módon változott:
| Lakosok száma | 8851 | 10 400 | 13 345 | 16 369 | 17 970 | 19 364 | 20 012 | 21 115 | 22 051 | 23 318 |
|               | 2001 | 2004   | 2006   | 2009   | 2011   | 2014   | 2016   | 2019   | 2021   | 2024   |